# Noisy-le-Sec
Noisy-le-Sec je vzhodno predmestje Pariza in občina v  departmaju Seine-Saint-Denis osrednje francoske regije Île-de-France. Leta 1999 je imelo naselje 37.312 prebivalcev.

## Geografija
Noisy-le-Sec leži 9 km vzhodno od središča Pariza. Občina meji na zahodu na  Romainville, na severu na Bobigny, na vzhodu na Bondy, na jugovzhodu na Rosny-sous-Bois, na jugu pa na Montreuil.

## Administracija
Noisy-le-Sec je sedež istoimenskega kantona, vključenega v okrožje Bobigny.

## Zgodovina
Ime naselja izhaja iz latinske besede nucetum (oreh), drugi del pa se nanaša na nerodovitno zemljo ob odsotnosti vode ("Sec" - "suh").

## Pobratena mesta
- Arganda del Rey (Španija),
- Djéol (Mavretanija),
- South Tyneside (Združeno kraljestvo).